# Sibia
Sibia – rodzaj ptaków z rodziny pekińczyków (Leiotrichidae).

## Zasięg występowania
Rodzaj obejmuje gatunki występujące w orientalnej Azji.

## Morfologia
Długość ciała 18–23 cm; masa ciała 32–56 g.

## Systematyka

### Etymologia
- Sibia: nep. Sibya, nazwa dla prążkopióra nepalskiego[8]
- Alcopus: gr. αλκη alkē – moc, siła; πους pous, ποδος podos – stopa[9]. Nowa, klasyczna nazwa dla Sibia.
- Ixops: rodzaj Ixos Temminck, 1825 (szczeciak); gr. ωψ ōps, ωπος ōpos „oblicze”[10]. Gatunek typowy: Cinclosoma? nipalensis Hodgson, 1836.
- Hemipteron: gr. ἡμι- hēmi- „mały”, od ἡμισυς hēmisus „połowa”; πτερον pteron „skrzydło”[11]. Gatunek typowy: Cinclosoma? nipalensis Hodgson, 1836.

### Podział systematyczny
Do rodzaju należą następujące gatunki:
- Sibia nipalensis (Hodgson, 1836) – prążkopiór nepalski
- Sibia morrisoniana (Ogilvie-Grant, 1906) – prążkopiór wyspowy
- Sibia waldeni (Godwin-Austen, 1874) – prążkopiór birmański
- Sibia souliei (Oustalet, 1897) – prążkopiór kreskowany